# Asymmetric Digital Subscriber Line
Asymmetric Digital Subscriber Line forkortet ADSL er en teknologi fra DSL familien som muliggør "højhastigheds" tovejstransmission af lyd og data over et enkelt snoet ledningspar.
Blev udviklet af Bellcore i 1989. Oprindeligt var standarden tiltænkt det den gang hastigt tiltagende Video-on-demand marked. Den ville tillade teleudbyderne at konkurrere med kabelselskaberne om at bringe digital multimedia ud i hjemmene. I dag bruges teknologien dog anderledes til bredbåndsadgang til Internet især for private brugere.
En stor fordel ved teknologien er at den kan benytte trådpar af den type som allerede findes nedgravet i telefonnettet. ADSL kan transmittere lyd, f.eks. i form af stemmesamtaler med en telefon, og data med høj hastighed over en enkelt telefonlinje på samme tid. Selv hvis data linjen skulle svigte kan man stadig benytte telefonen med ADSL.
At ADSL er "Asymmetric" hentyder til at upstream og downstream hastighederne i ADSL ikke er de samme. Under de mest gunstige kår kan man nå hastigheder på op til 20 Mbps i download, og 5 Mbps i upload. At ADSL er asymmetrisk gør den ideel til hjemmebrug samt til virksomheder hvor download hastigheden generelt er vigtigere end upload hastigheden. ADSL er støjfølsomt, og i denne forbindelse spiller længden på kablet en stor rolle. Kort kabel, hvilket vil sige kort afstand til telefoncentralen, betyder generelt mindre støj og dermed mulighed for højere hastighed. En afstand på over 5500 meter til centralen umuliggør typisk ADSL.
ADSL benytter FDM (Frequency Division Multiplexing) til at opdele signalet i 3 kanaler: En baseband kanal til lyd, en downstream kanal og en upstream kanal til datatransmission. Hver kanal benytter sit eget frekvensområde, men lige præcist hvilke afhænger af den enkelte udbyders implementering.
Et ADSL modem, kaldet ADSL Transmission Unit Remote (ATU-R), placeres hos brugeren, og dette er ansvarligt for at signalet bliver splittet i omtalte 3 kanaler. På udbyderens central findes et andet ADSL modem, kaldet ADSL Transmission Unit Central (ATU-C), som modtager signalet på de 3 kanaler fra ATU-R enheden. ATU-C enheden sørger for at sende baseband signalet videre gennem det normale telefonnet, mens downstream og upstream kanalerne sendes videre til en Digital Subscriber Line Access Multiplexer (DSLAM) enhed. Denne kombinerer flere ADSL signaler og transmitterer dem over udbyderens fiberoptiske kabler via f.eks. ATM (Asynchronous Transfer Mode).
Som det ses på den illustration, som sammenligner af ADSL, ADSL2, ADSL2+ og VDSL2, består alle ADSL varianter af flere delkanaler.
 Der er for få eller ingen kildehenvisninger i denne artikel, hvilket er et problem. Du kan hjælpe ved at angive troværdige kilder til de påstande, som fremføres i artiklen.